# Prays xeroloxa
Prays xeroloxa is een vlinder uit de familie Praydidae. De wetenschappelijke naam van de soort werd in 1935 gepubliceerd door Edward Meyrick.